# Beloretschensk
Beloretschensk (russisch Белоре́ченск) ist eine Stadt mit 53.892 Einwohnern (Stand 14. Oktober 2010) und Zentrum des gleichnamigen Rajons in der Region Krasnodar im südlichen Russland.

## Lage
Beloretschensk liegt im Osten der Region Krasnodar nahe den nördlichen Ausläufern des Kaukasus und der Grenze zur autonomen Teilrepublik Adygeja. Durch die Stadt fließt der linke Kuban-Zufluss Belaja, der auch namensgebend für die Stadt ist (Beloretschensk = „Stadt am Fluss Belaja“, wörtlich auch „Stadt am weißen Fluss“). Die Entfernung zur westlich gelegenen Regionshauptstadt Krasnodar beträgt rund 90 km, die nächstgelegene Stadt ist die Adygeja-Hauptstadt Maikop, 30 km südöstlich von Beloretschensk.

## Geschichte
Die Stadt wurde im Jahr 1863 als Festung zum Schutz gegen Angriffe seitens der Tscherkessen gegründet. Ursprünglich hieß sie Beloretschenskaja (Белоре́ченская) und war eine Staniza, also eine für Südrussland typische Kosakensiedlung. Bereits 1864 zählte die Ortschaft über 1000 Seelen, kurz vor der Oktoberrevolution 1917 waren es bereits rund 14.000, nicht zuletzt dank dem Bau der Nordkaukasischen Eisenbahn mit Station in Beloretschensk.
Von August 1942 bis Januar 1943 war Beloretschensk, wie auch viele Orte der Kuban-Gegend, von der deutschen Wehrmacht während des Angriffskriegs gegen die Sowjetunion besetzt. Bis zur Befreiung des Ortes wurde dieser stark verwüstet, eine Vielzahl Einheimischer kam ums Leben. Der Wiederaufbau des Dorfes dauerte bis in die 1950er-Jahre. Mit Wirkung vom 29. Mai 1958 erhielt Beloretschensk, das mittlerweile auch über eigene Industriebetriebe verfügte, den Stadtstatus.

### Bevölkerungsentwicklung
| Jahr | Einwohner |
| ---- | --------- |
| 1939 | 19.826    |
| 1959 | 35.864    |
| 1970 | 35.970    |
| 1979 | 42.960    |
| 1989 | 51.177    |
| 2002 | 54.028    |
| 2010 | 53.892    |

Anmerkung: Volkszählungsdaten

## Wirtschaft und Verkehr
Beloretschensk gilt mit seiner Lage am Kreuzungspunkt von zwei Eisenbahnstrecken (der Hauptstrecke Armawir – Tuapse und einer Nebenstrecke nach Adygeja) als Verkehrsknotenpunkt. Weiterhin verfügt die Stadt über mehrere Industriebetriebe, darunter diverse Nahrungsmittelfabriken, eine Düngemittelfabrik und eine Möbelfabrik.

## Persönlichkeiten
- Igor Konowalow (* 1996), Fußballspieler